# 李如璧
李如璧（？—？），號瑜公，四川成都府华阳县人，明末清初官员。

## 生平
崇祯九年（1636年）丙子科舉人，十三年（1640年）庚辰科進士，钦授工科给事中，巡视城工。崇祯十四年二月，张献忠破襄阳府，督师杨嗣昌病死荆州，一时大小诸臣先后弹劾杨嗣昌，工科给事中李如璧认为，襄阳失陷，荆南有剥肤之恐；洛阳失陷，汝宁有累卵之危，应该追究责任。
父李一敬，万历二十九年进士，官即墨知县。

## 引用
1. ↑  《崇禎十三年庚辰科進士三代履歷》：李如璧，曾祖培；祖承禄，赠文林郎；父一敬，辛丑进士、即墨知县、刑部主事，行载四川总志。瑜公，春秋房，乙卯年九月十四日生，华阳县人，丙子四名，会试一百十二名，二甲二十四名。钦授工科给事中，巡视城工。
2. ↑  《华阳县志》